# Fekete Vince
Fekete Vince (Kézdivásárhely, 1965. április 7. –) romániai magyar költő, szerkesztő, műfordító.

## Életpályája
Kézdivásárhelyen született 1965. április 7-én. Nős, felesége Dr. Fazekas Márta (volt felesége Bartók Erzsébet), két gyerek (Fanni, 1998, Dániel, 2000) apja.
Felsőfokú tanulmányait 1989-1994 között a kolozsvári Babeș–Bolyai Tudományegyetemen, majd 1996–1999 közt a József Attila Tudományegyetem bölcsészettudományi karán folytatta.
1993–2003 között a Helikon, 1999-től pedig a Székelyföld című folyóirat szerkesztője, 2004-től főszerkesztő helyettese.
1995-ben Soros-, 1997-ben Móricz Zsigmond-, 2000, 2003 NKA-, 2004 Benedek Elek ösztöndíjas. PhD.

## Művei (válogatás)

### Kötetei
- Parázskönyv; Erdélyi Híradó, Kolozsvár, 1995 (Előretolt helyőrség könyvek)
- Ütköző. Versek; Mentor, Marosvásárhely, 1996
- A Jóisten a hintaszékből. Válogatott és új versek; Erdélyi Híradó, Kolozsvár, 2002 (Előretolt helyőrség könyvek)
- Lesz maga juszt isa. Paródiák, szatírák, állatmesék; Erdélyi Híradó, Kolozsvár, 2004
- Csigabánat. Gyermekversek; ill. Csillag István; Pallas-Akadémia, Csíkszereda 2008 (Mesevonat)
- Piros autó lábnyomai a hóban. Versek felnőtteknek és gyerekeknek; Erdélyi Híradó, Kolozsvár 2008
- Udvartér. Tárcanovellák; H-Press-Kiadó, Sepsiszentgyörgy 2008
- Védett vidék. Versek, 2003–2010; Erdélyi Híradó–Előretolt Helyőrség Szépirodalmi Páholy–Ráció, Kolozsvár–Bp., 2010 (Előretolt helyőrség könyvek)
- Udvartér. Tárcanovellák; Sétatér Kulturális Egyesület, Kolozsvár, 2014
- Vak visszhang. Válogatott és új versek, 1995–2015; Sétatér Kulturális Egyesület, Kolozsvár, 2015
- Ahonnan a nagy-nagy kékség. Cincogósi Elemér viszontagságai (verses meseregény); Bookart, Csíkszereda, 2016
- Szélhárfa. 99+1 / haiku; Gutenberg, Csíkszereda, 2016
- Piros autó lábnyomai a hóban. Versek felnőtteknek és gyerekeknek; Orpheusz, Bp., 2017
- A világ újra. Válogatott és új versek. Verskeresztmetszet, 1995–2015; Pont, Bp., 2017 (Conflux)
- Szárnyvonal; Magvető, Bp., 2018 (Időmérték)
- Vargaváros; Magvető, Bp., 2019
- Halálgyakorlatok; Magvető, Bp., 2022 (Időmérték)
- Gyönyörű apokalipszis; Magvető, Bp., 2024

### Szerkesztéseiből
- Erdélyi szép szó; szerk. Fekete Vince; Hargita–Pro Print, Csíkszereda, 2001 és 2022 között.
- Tündérkert szerk. Ferenczes István, Fekete Vince, ill. Léstyán Csaba; Hargita, Csíkszereda 2004.
- Tündérkert virágai. Erdélyi gyermekvers-antológia; szerk. Ferenczes István, Fekete Vince, ill. Keresztes Dóra; Móra, Bp., 2006.
- Székelyföld évkönyv; szerk. Fekete Vince, Lövétei Lázár László; Hargita, Csíkszereda 2007.
- Hosszúfény. Határon túli magyar írók antológiája; vál., szerk. Fekete Vince; Magvető, Bp., 2008.
- Gyöngykapu. Határon túli magyar írok antológiája; vál., szerk. Fekete Vince; Kortárs, Bp., 2012.
- Kányádi Sándor: Válogatott versek; vál., szerk. Fekete Vince; Hargita, Csíkszereda, 2012. (Székely könyvtár)
- Farkas Árpád: Válogatott versek; vál., szerk. Fekete Vince; Hargita, Csíkszereda, 2012. (Székely könyvtár)
- Király László: Válogatott versek; vál., szerk. Fekete Vince; Hargita, Csíkszereda, 2013. (Székely könyvtár)
- Szabó Gyula: Válogatott novellák; vál., szerk. Fekete Vince; Hargita, Csíkszereda, 2013. (Székely könyvtár)
- Térhatárok. Határon túli magyar írók antológiája; vál., szerk. Fekete Vince; Kortárs, Bp., 2014.
- Petelei István: Válogatott novellák; vál., szerk. Fekete Vince; Hargita, Csíkszereda, 2014. (Székely könyvtár)
- Tompa László: Válogatott versek; vál., szerk. Fekete Vince; Hargita, Csíkszereda, 2014. (Székely könyvtár)
- Szabédi László: Válogatott versek; vál., szerk. Fekete Vince; Hargita, Csíkszereda, 2015. (Székely könyvtár)
- Horváth István: Válogatott versek; vál., szerk. Fekete Vince; Hargita, Csíkszereda, 2015. (Székely könyvtár)
- Markó Béla: Válogatott versek; vál., szerk. Fekete Vince; Hargita, Csíkszereda, 2016. (Székely könyvtár)
- Szőcs Géza: Válogatott versek; vál., szerk. Fekete Vince; Hargita, Csíkszereda, 2016. (Székely könyvtár)
- Bözödi György: Válogatott versek; vál., szerk. Fekete Vince; Hargita, Csíkszereda, 2017. (Székely könyvtár)
- Szemlér Ferenc: Válogatott versek; vál., szerk. Fekete Vince; Hargita, Csíkszereda, 2017. (Székely könyvtár)
- Székely János: Válogatott versek; vál., szerk. Fekete Vince; Hargita, Csíkszereda, 2018. (Székely könyvtár)
- Ferencz Imre: Válogatott versek; vál., szerk. Fekete Vince; Hargita, Csíkszereda, 2018. (Székely könyvtár)
- Magyari Lajos: Válogatott versek; vál., szerk. Fekete Vince; Hargita, Csíkszereda, 2019. (Székely könyvtár)
- Szőcs Kálmán: Válogatott versek; vál., szerk. Fekete Vince; Hargita, Csíkszereda, 2019. (Székely könyvtár)
- Egyed Péter: Válogatott versek; vál., szerk. Fekete Vince; Hargita, Csíkszereda, 2020. (Székely könyvtár)
- Bartalis János: Válogatott versek; vál., szerk. Fekete Vince; Hargita, Csíkszereda, 2020. (Székely könyvtár)
- Tompa Gábor: Válogatott versek; vál., szerk. Fekete Vince; Hargita, Csíkszereda, 2021. (Székely könyvtár)
- Egyed Emese: Válogatott versek; vál., szerk. Fekete Vince; Hargita, Csíkszereda, 2021. (Székely könyvtár)

## Díjak, kitüntetések
- A Romániai Írók Szövetségének Debüt-díja (1996).
- Sziveri János-díj (1996).
- A Magyar Írószövetség Arany János Alapítványának ARTISJUS díja (2003).
- Az Erdélyi Magyar Írók Ligája nagydíja (2005).
- Pro Literatura-díj (2005).
- József Attila-díj (2010). [2]
- Látó-nívódíj – vers (2014).
- A Romániai Írók Szövetségének díja (2016).
- Erdély Kortárs Magyar Kultúrájáért-díj (2016).
- Év Könyve-díj (MMA, Budapest) (2016).
- Szép Könyv-díj a 2016-os Marosvásárhelyi Nemzetközi könyvvásáron, gyerekkönyv kategóriában az Ahonnan a nagy-nagy kékség című verses meseregényért.
- Magyarország Babérkoszorúja díj (2023)
- A Romániai Írók Szövetségének díja (2023).
- Balassi Bálint-emlékkard (2024)